# Astra Trans Carpatic
Das Unternehmen Astra Trans Carpatic SRL ist ein privates Eisenbahnverkehrsunternehmen in Rumänien, welches 2014 gegründet wurde. Die Hauptaktivität liegt im Personenverkehr in der Führung von Zügen mit Speise-, Schlaf- und Liegewagen. Das Unternehmen steht damit im Wettbewerb mit der rumänischen Staatsbahn CFR Călători und weiteren privaten Bahnbetreibern in Rumänien. Ein Zugpaar wird auf der Relation Arad – Schäßburg – Kronstadt – Bukarest – Konstanza geführt. Das Unternehmen wirbt mit luxuriös ausgestatteten Wagen.

## Strecken und Betrieb

### Arad – București Nord
Am 2. Februar 2017 wurde der Betrieb auf der Strecke von Arad nach București Nord via Sighişoara und Braşov aufgenommen. Die Traktionsleistung wird durch das Unternehmen Servtrans erbracht. Seit 19. Februar 2017 verkehrt ein tägliches Zugpaar in beide Richtungen. Die Fahrzeit für die 619 km lange Fahrt beträgt etwa 13 Stunden und ist somit vergleichbar mit der Fahrzeit des nationalen Anbieters CFR Călători.

### București Nord – Constanța
Seit der Sommersaison 2017 wurde der Betrieb bis Constanța ausgeweitet. Dazu müssen die Züge im Bahnhof București Nord gestürzt werden. Die Fahrzeit für diesen 225 km langen Abschnitt beträgt etwa 2:15.

### Timișoara – Baia Mare
Das Unternehmen startete den Dienst zwischen Timișoara und Baia Mare am 8. November 2018.

### Expansionspläne
Seitens des Mehrheitseigentümers Valer Blidar wurden Pläne ins Spiel gebracht, künftig auch die Relationen Timișoara – Wien bedienen zu wollen.

## Wagenmaterial
Das Unternehmen greift auf neues Wagenmaterial von Astra Vagoane Călători zurück, welches in Arad produziert wurde.
Das Unternehmen verwendet DSB MP, die von Danske Statsbaner gekauft wurde.

## Preispolitik und Vertrieb
Tickets können entweder online über die firmeneigene Webseite oder an einem Verkaufsschalter im Bahnhof București Nord erworben werden.
Der Preis errechnet sich aus der zurückzulegenden Entfernung und einem Zuschlag für die Liege- oder Schlafwagen-Reservierung. Im Schlafwagen werden auch Zuschläge für „DeLux“-Abteile mit eigener Dusche angeboten.